# Machimus corsicus
Machimus corsicus är en tvåvingeart som beskrevs av Ignaz Rudolph Schiner 1867. Machimus corsicus ingår i släktet Machimus och familjen rovflugor. Inga underarter finns listade i Catalogue of Life.